# Pararaneus pseudostriatus
Pararaneus pseudostriatus är en spindelart som först beskrevs av Embrik Strand 1908.  Pararaneus pseudostriatus ingår i släktet Pararaneus och familjen hjulspindlar. Inga underarter finns listade i Catalogue of Life.